# 3 de noviembre
El 3 de noviembre es el 307.º (tricentésimo séptimo) día del año en el calendario gregoriano y el 308.º en los años bisiestos. Quedan 58 días para finalizar el año.

## Acontecimientos
- 644: en la mezquita de Medina, Umar ibn al-Jattab, segundo califa, es asesinado por un esclavo persa.
- 1450: la Universidad de Barcelona es fundada.
- 1481: en el Reino de Navarra, Francisco de Foix es coronado rey.
- 1493: en el mar Caribe, Cristóbal Colón arriba a la isla Dominica en su segundo viaje.
- 1534: el Parlamento británico aprobó el Acta de Supremacía, colocando el rey Enrique VIII en la cabeza de la Iglesia de Inglaterra - una función anteriormente en poder del papa.
- 1536: en el Virreinato del Perú una Real Cédula confirma el traslado de la ciudad capital desde Jauja hacia el valle del río Rímac, en Lima, conocida como «Ciudad de los Reyes».
- 1591: en el territorio actualmente ocupado por Venezuela, el capitán portugués Juan Fernández de León funda la ciudad de Guanare.
- 1592: en México se otorga el título de ciudad a San Luis Potosí.
- 1624: en el Virreinato de Nueva España, Rodrigo Pacheco y Osorio, marqués de Cerralvo, toma posesión como el 15.º virrey.
- 1762: Tratado de París entre España y Francia, por el que Luisiana pasa a poder español.
- 1770: en Luisiana su gobernador Luis de Unzaga y Amézaga emitió su código jurídico que abolía la ineficaz regulación de adquisición de esclavos.
- 1780: en Buenos Aires (Argentina) se imprimen los primeros documentos en la Real Imprenta de Niños Expósitos.
- 1792: en la Nueva Galicia (hoy Estado de Jalisco, México) abre sus puertas la Universidad de Guadalajara.
- 1795: en Francia se constituye el Directorio.
- 1812: en Vyazma son derrotados los ejércitos de Napoleón.
- 1820: Cuenca se independiza violentamente de España.
- 1823: en Perú, el presidente José de la Riva-Agüero envía una carta a José de La Serna (exvirrey español del Perú), pidiendo el establecimiento del Reino del Perú, independiente de España, pero colocando en el trono a un príncipe español.
- 1839: en Estambul se promulga el Edicto de Gülhane, mediante el cual se dio inicio a la época conocida como Tanzimat, o de las reformas, dentro del Imperio otomano.
- 1844: en Italia, el río Arno inunda la región de Toscana y la ciudad de Florencia.
- 1844: en el teatro Argentina de Roma se estrena la ópera I due Foscari, de Giuseppe Verdi.
- 1853: en México, William Walker y su grupo de filibusteros proclaman la independencia de Baja California.
- 1867: en España, el político y escritor español Antonio Cánovas del Castillo ingresa en la Real Academia Española.
- 1874: en Perú, el presidente Manuel Pardo eleva de categoría de villa a ciudad a la ciudad de Abancay, capital del departamento de Apurímac.
- 1883: en España, el arquitecto modernista Antonio Gaudí recibe el encargo de continuar con la construcción del Templo Expiatorio de la Sagrada Familia.
- 1891: en Brasil, el mariscal Deodoro da Fonseca disuelve el Congreso brasileño y se proclama a sí mismo dictador.
- 1893: en Santander (España) explota el buque a vapor Cabo Machichaco.
- 1898: en Colombia asume la presidencia Manuel Antonio Sanclemente.
- 1898: en la ciudad de Santiago del Estero (Argentina) se funda el diario El Liberal, decano del Norte argentino.
- 1903: Panamá se separa definitivamente de Colombia y nace como estado independiente.
- 1903: en la ciudad de Rosario (Argentina) se funda el Club Atlético Newell's Old Boys.
- 1905: en Rusia el zar Nicolás II firma un decreto de amnistía para presos políticos.
- 1906: en Berlín termina la Conferencia Internacional de Telegrafía, que hace obligatorio el intercambio de informes entre las estaciones costeras y los barcos.
- 1908: en los Estados Unidos, William Howard Taft es elegido 27.º presidente.
- 1911: en los Estados Unidos, la marca automotriz Chevrolet ingresa en el mercado, tomándose esta fecha como la de su fundación.
- 1912: en Chihuahua (México) empieza la revolución contra Francisco I. Madero.
- 1914: en el marco de la Primera Guerra Mundial, el Reino Unido anuncia que todo el mar del Norte se ha convertido en campo de batalla.
- 1918: el Imperio austrohúngaro y la Triple Entente firman el armisticio de Padua.
- 1930: en Brasil, Getúlio Vargas se hace proclamar presidente tras dar un golpe de Estado.
- 1934: en Argentina se unifican la Liga Argentina de Football y la Asociación Argentina de Fútbol Amateur y Profesional para formar la Asociación del Fútbol Argentino.
- 1935: en Grecia, el rey Jorge II vuelve al trono tras un plebiscito.
- 1936: en los Estados Unidos, Franklin Delano Roosevelt es reelegido 32.º presidente.
- 1942: en El Alamein (Egipto) finaliza la Segunda Batalla de El Alamein en la cual, los ejércitos de Erwin Rommel son vencidos por los británicos, y obliga a los Afrika Korps a retirarse de Egipto.
- 1943: en España se repatria la División Azul.
- 1946: en Japón, la soberanía del emperador japonés con Constitución de Japón pasa a manos del Parlamento.
- 1954: Francia empieza a enviar tropas a Argelia para aplastar los intentos de independencia.
- 1955: en el sitio de pruebas nucleares de Nevada, Estados Unidos realiza la segunda de las cuatro pruebas atómicas Proyecto 56, que no genera una reacción nuclear porque su propósito era determinar si una cabeza nuclear explotaría en caso de que detonaran sus componentes explosivos. En esta y otras tres pruebas (en las siguientes semanas) quedarán contaminados con plutonio 3,62 km² de terreno. Fue la bomba n.º 68 de las 1132 que Estados Unidos detonó entre 1945 y 1992.
- 1957: la Unión Soviética pone en órbita el Sputnik 2 que lleva a bordo a la perra Laika.
- 1957: en la cárcel de Lewisburg, en Pensilvania, (Estados Unidos) muere el psicoanalista y ensayista austríaco Wilhelm Reich.
- 1958: en París se inaugura la sede de la Unesco.
- 1959: en Israel, el Partido Laborista Israelí (MAPAI) de Ben Gurión obtiene el triunfo en las elecciones legislativas.
- 1961: en los Estados Unidos, el birmano Sithu U Thant es elegido secretario general de la ONU.
- 1964: en los Estados Unidos, Lyndon B. Johnson es elegido presidente (el primero electo después del asesinato de John Kennedy).
- 1964: en Bolivia, René Barrientos Ortuño asume el poder tras derrocar por un golpe militar al presidente Víctor Paz Estenssoro.
- 1966: en Guatemala se implanta el estado de sitio en todo el territorio.
- 1969: en Málaga (España) se celebra la primera Semana Internacional de Cine de Autor de Benalmádena.
- 1970: en Chile, el presidente Salvador Allende asume como presidente constitucional. Es el primer presidente marxista que accede al Gobierno a través de elecciones.
- 1971: en la ciudad de Rosario (Argentina) se funda el Newell's Hockey Club por socias del Club Atlético Newell's Old Boys para participar en los Torneos de la Asociación de Hockey del Litoral.
- 1973: Estados Unidos lanza la sonda espacial Mariner 10.
- 1978: Dominica se independiza del Reino Unido.
- 1978: la Unión Soviética y Vietnam firman un tratado de amistad y cooperación por 25 años.
- 1978: Se inauguran en La Paz, Bolivia, los primeros Juegos Suramericanos de la historia
- 1983: en el norte del Líbano, disidentes palestinos, con ayuda de sirios y libios, atacan a Yasir Arafat.
- 1985: el papa Juan Pablo II beatifica al primer periodista de la Iglesia: Tito Brandsma, carmelita neerlandés (asesinado en 1942 por el régimen nazi).
- 1986: los Estados Federados de Micronesia se independizan de Estados Unidos.
- 1986: en Mozambique, Joaquim Chissano es designado presidente, en sustitución del difunto Samora Machel.
- 1987: El cantautor británico George Michael, lanza al mercado su álbum debut de estudio en solitario titulado Faith.
- 1988: en Argelia se aprueban en referéndum las reformas políticas propuestas por el presidente Chadli Benyedid.
- 1992: en los Estados Unidos, Bill Clinton es elegido 42.º presidente.
- 1992: la banda estadounidense de hard rock Bon Jovi, lanza al mercado su quinto álbum de estudio titulado Keep The Faith, tras los éxitos Slippery When Wet (1986) y New Jersey (1988), respectivamente.
- 1992: La banda de rap rock Rage Against The Machine lanza su álbum debut homónimo
- 1995: en la ciudad de Río Tercero (Argentina), explota la Fábrica Militar, dejando un saldo de 7 muertos y cientos de heridos.
- 1997: en Londres, Reino Unido se lanza el segundo álbum de las Spice Girls titulado Spiceworld.
- 2020: en los Estados Unidos se celebran Elecciones presidenciales.
- 2023: en Gaza en el curso de la Guerra de Gaza. Las Fuerzas de Defensa de Israel atacaron un convoy de ambulancias que salía del Hospital Al-Shifa en Gaza y que transportaba a pacientes gravemente heridos para recibir tratamiento en Egipto.[1] Según el Ministerio de Salud de Gaza, el ataque mató al menos a quince personas e hirió a otras sesenta.[2]

## Nacimientos
- 39: Marco Anneo Lucano, poeta hispano (f. 65).
- 1500: Benvenuto Cellini, escultor, escritor y orfebre florentino (f. 1571).
- 1560: Annibale Carracci, pintor y grabador italiano (f. 1609).
- 1564: Francisco Pacheco, pintor español (f. 1644).
- 1618: Aurangzeb, último gran emperador mogol (f. 1707).
- 1635: Daniel Leví de Barrios, militar, poeta e historiador español (f. 1701).
- 1793: Stephen Austin, político estadounidense (f. 1836).
- 1794: William Cullen Bryant, poeta, periodista y crítico estadounidense (f. 1878).
- 1801: Vincenzo Bellini, compositor italiano (f. 1835).
- 1816: Jubal Anderson Early, militar estadounidense (f. 1894).
- 1852: Meiji, emperador japonés (f. 1912).
- 1856: Marcelino Menéndez Pelayo, polígrafo español (f. 1912).
- 1857: Henry Lane Wilson, abogado, político y diplomático estadounidense (f. 1932).
- 1858: Alfred Marsh, anarcocomunista inglés (f. 1914).
- 1860: Alfredo Andersen, pintor noruego (f. 1935).
- 1871: Carlos Pereyra, abogado, político, diplomático, escritor e historiador mexicano (f. 1942).
- 1877: Carlos Ibáñez del Campo, político chileno, presidente de Chile entre 197-1931 y 1952-1958 (f. 1960).
- 1880: Carles Flotats i Galtés, escultor español (f. 1949).
- 1900: Adolf Dassler, empresario alemán, fundador de Adidas (f. 1978).
- 1901: Leopoldo III, rey belga (f. 1983).
- 1901: André Malraux, escritor, aventurero y político francés (f. 1976).
- 1903: Walker Evans, fotógrafo estadounidense (f. 1975).
- 1908: Giovanni Leone, político italiano (f. 2001).
- 1910: Richard Hurndall, actor británico (f. 1984).
- 1912: Alfredo Stroessner, dictador paraguayo (f. 2006).
- 1915: Osvaldo Miranda, actor argentino (f. 2011).
- 1916: Julieta Palavicini, actriz mexicana (f. 1991).
- 1918: Raimon Panikkar, filósofo, teólogo y escritor español (f. 2010).
- 1918: Bob Feller, beisbolista estadounidense (f. 2010).
- 1919: Jesús Blasco, autor de historietas y dibujante español (f. 1995).
- 1921: Charles Bronson, actor estadounidense (f. 2003).
- 1922: Luis Villoro, filósofo mexicano (f. 2014).
- 1924: Samuel Ruiz García, sacerdote católico mexicano (f. 2011).
- 1924: Julio Lucena, actor mexicano (f. 1985).
- 1926: Valdas Adamkus, presidente lituano.
- 1928: Osamu Tezuka, dibujante de manga y animador japonés (f. 1989).
- 1930: Juan José Sebreli, filósofo argentino.
- 1931: Monica Vitti, actriz italiana (f. 2022).
- 1931: Ikkō Narahara, fotógrafo japonés (f. 2020).
- 1932: Albert Reynolds, político y primer ministro irlandés (f. 2014).
- 1933: María Herminia Avellaneda, productora y cineasta argentina (f. 1997).
- 1933: John Barry, compositor británico de música de cine (f. 2011).
- 1933: Jeremy Brett, actor británico (f. 1995)
- 1933: Michael Dukakis, político estadounidense.
- 1933: Amartya Sen, economista bengalí.
- 1933: Jaime Yavitz, actor, director de teatro, periodista y profesor uruguayo (f. 2016).
- 1936: Roy Emerson, tenista australiano.
- 1938: Jean Rollin, cineasta francés (f. 2010).
- 1943: Bert Jansch, músico escocés.
- 1943: Jorge Lafauci, periodista argentino.
- 1943: Malén Aznárez, periodista (f. 2017).
- 1944: Augusto Ferrero Costa, jurista y político peruano (f. 2023).
- 1945: Gerd Müller, futbolista alemán (f. 2021).
- 1946: Tom Savini, actor y artista de efectos especiales estadounidense.
- 1946: Manuel Elkin Patarroyo, inmunólogo y patólogo colombiano (f. 2025).
- 1948: Amapola Cabase, cantante filipina.
- 1948: Helmuth Koinigg, piloto de carreras austriaco.
- 1948: Lulu, cantante británica.
- 1949: Larry Holmes, boxeador estadounidense.
- 1949: Anna Wintour, editora estadounidense.
- 1950: James Rothman, biólogo estadounidense.
- 1952: Jim Cummings, actor de voz estadounidense.
- 1952: Roseanne Barr, actriz y comediante estadounidense.
- 1952: Zalo Reyes, cantante chileno (f. 2022).
- 1953: Kate Capshaw, actriz estadounidense.
- 1953: Dennis Miller, comediante estadounidense.
- 1954: Adam Ant, músico británico, de la banda Adam and the Ants.
- 1954: Carlos Girón Gutiérrez, clavadista mexicano (f. 2020).
- 1956: Kevin Murphy, actor estadounidense.
- 1956: Gary Ross, cineasta estadounidense
- 1957: Dolph Lundgren, actor sueco.
- 1957: Leo White Jr., yudoca estadounidense.
- 1959: Hal Hartley, cineasta y guionista estadounidense.
- 1962: Gabe Newell, cofundador y director de la empresa desarrolladora Valve Software.
- 1963: Ian Wright, futbolista británico.
- 1963: Ana María Zurita Expósito, arquitecta y política española.
- 1967: Pichu Straneo, actor y humorista uruguayo.
- 1967: Steven Wilson, músico británico, de la banda Porcupine Tree.
- 1968: Alberto Iñurrategi, montañero español.
- 1969: Nacho Goano, periodista deportivo argentino.
- 1969: Robert Miles, productor, compositor y músico suizo.
- 1970: Yolanda Alzola, presentadora española de televisión.
- 1970: Martín Gianola, actor y guionista de teatro y televisión argentino (f. 2013).
- 1970: Jeanette J. Epps, ingeniera aeroespacial y astronauta afrodescendiente
- 1971: Dylan Moran, comediante, escritor, actor y poeta irlandés.
- 1971: Raúl Cano, actor y humorista español.
- 1971: Unai Emery, exfutbolista y entrenador de fútbol.
- 1971: Dwight Yorke, futbolista trinitense.
- 1973: Sticky Fingaz, actor y rapero estadounidense.
- 1973: Mick Thomson, músico estadounidense, de la banda Slipknot.
- 1973: Ana Milán, actriz española.
- 1973: Lisset, actriz y cantante mexicana.
- 1973: Ebelio Ordóñez, futbolista ecuatoriano.
- 1973: Robert Carmona, el michi vive y está pelúo.
- 1974: Tariq Abdul-Wahad, baloncestista francés.
- 1975: Marta Domínguez, atleta español.
- 1975: Alexander De Croo, político belga, primer ministro de Bélgica desde 2020.
- 1976: Guillermo Franco, futbolista argentino.
- 1977: Mcoy Fundales, cantante filipino, de la banda Orange and Lemons.
- 1977: Aria Giovanni, modelo y actriz estadounidense.
- 1977: Óscar Salazar Blanco, taekwondista mexicano.
- 1979: Pablo Aimar, futbolista argentino.
- 1979: Tim McIlrath, músico estadounidense, de la banda Rise Against.
- 1979: Claudio Silva da Fonseca, futbolista brasileño.
- 1981: Travis Richter, guitarrista estadounidense, de la banda From First To Last.
- 1981: Matías Vuoso, futbolista argentino.
- 1981: Rodrigo Millar, futbolista chileno.
- 1981: Diego López Rodríguez, futbolista español.
- 1982: Hernán Encina, futbolista argentino.
- 1982: Evgeni Plushenko, patinador sobre hielo ruso.
- 1982: Raquel del Rosario, cantante española, de la banda El Sueño de Morfeo.
- 1983: Cho Yong-hyung, futbolista surcoreano.
- 1983: Marvin Chávez, futbolista hondureño.
- 1983: Jorge Martínez Ramos, futbolista uruguayo.
- 1983: Fininho, futbolista brasileño.
- 1984: Christian Bakkerud, piloto de carreras danés (f. 2011).
- 1984: Ryō Nishikido, cantante y actor japonés.
- 1984: Saúl Craviotto, palista y policía español.
- 1986: Heo Young Saeng, cantante, bailarín y modelo surcoreano, de la banda ss501.
- 1987: Gemma Ward, modelo australiana.
- 1987: Marco Sau, futbolista italiano.
- 1988: Carlos Izquierdoz, futbolista argentino.
- 1988: Angus McLaren, actor australiano.
- 1988: Héctor Jiménez, futbolista estadounidense.
- 1990: Omar Anguita, político español.
- 1991: Renato Steffen, futbolista suizo.
- 1991: Pontus Engblom, futbolista sueco.
- 1993: Minhyuk, cantante surcoreano, integrante del grupo Monsta X.
- 1995: Kendall Jenner, modelo estadounidense.
- 1995: Kelly Catlin, ciclista estadounidense (f. 2019).
- 1995: Matías Nicolás Rojas, futbolista paraguayo.
- 1995: Iddy Nado, futbolista tanzano.
- 1996: Aria Wallace, actriz y cantante estadounidense.
- 1996: Toni Abad, futbolista español.
- 1996: Abdullahi Ibrahim Alhassan, futbolista nigeriano.
- 1996: Emad Mohsin, futbolista iraquí.
- 1997: Takumi Kitamura, actor japonés.
- 1997: Sarthak Golui, futbolista indio.
- 1997: Alwayne Harvey, futbolista jamaicano.
- 1998: Gaëtan Coucke, futbolista belga.
- 1999: Tamás Nikitscher, futbolista húngaro.
- 2000: Natalia Cayupán, futbolista chilena.
- 2000: Kluivert Roa, estudiante venezolano (f. 2015).
- 2000: Raúl García de Haro, futbolista español.
- 2001: Robbe Quirynen, futbolista belga.
- 2001: Eom Ji-sung, futbolista surcoreano.
- 2001: Alieu Fadera, futbolista gambiano.
- 2007: Ever Anderson, actriz y modelo estadounidense.

## Fallecimientos
- 361: Constancio II, emperador romano (n. 317).
- 753: Pirminius, santo y monje benedictino irlandés o francés (n. 670).
- 1639: Martín de Porres, religioso y santo dominico peruano (n. 1579).
- 1736: José Patiño Rosales, político español (n. 1666).
- 1793: Olympe de Gouges, escritora y feminista francesa (n. 1748).
- 1794: François-Joachim de Pierre de Bernis, escritor, clérigo y diplomático francés (n. 1715).
- 1814: Isidoro de Antillón, político e historiador español (n. 1778).
- 1853: Juan Álvarez Mendizábal, político español (n. 1790).
- 1855: François Rude, escultor francés (n. 1784).
- 1864: Juan Chassaing, poeta y político argentino (n. 1839).
- 1864: Antônio Gonçalves Días, poeta brasileño (n. 1823).
- 1870: Prilidiano Pueyrredón, pintor y arquitecto argentino (n. 1823).
- 1873: Antonio de los Ríos Rosas, político español (n. 1812).
- 1911: Salvador Giner Vidal, compositor español (n. 1832).
- 1913: Hans Bronsart von Schellendorff, pianista, director de orquesta y compositor alemán (n. 1830).
- 1919: Abraham Valdelomar, escritor peruano (n. 1888).
- 1929: Olav Aukrust, poeta noruego (n. 1883).
- 1931: Juan Zorrilla San Martín, poeta uruguayo (n. 1855).
- 1933: Émile Roux, médico francés (n. 1853).
- 1935: Graciano Atienza Fernández, periodista, abogado y político español (n. 1884).
- 1939: Pedro Antonio Echagüe, abogado y político argentino (n. 1859).
- 1940: Manuel Azaña, político, escritor y periodista español (n. 1880).
- 1949: Solomon R. Guggenheim, mecenas estadounidense (n. 1861).
- 1954: Henri Matisse, pintor francés (n. 1869).
- 1957: Wilhelm Reich, psicoanalista y escritor austriaco (n. 1897).
- 1968: Adolf Abel, arquitecto alemán (n. 1882).
- 1971: Manuel Lozano Garrido, periodista y beato español (n. 1920).
- 1973: Arturo de Córdova, actor mexicano (n. 1908).
- 1975: Agustín Nieto Caballero, escritor y psicólogo colombiano (n. 1889).
- 1977: Florence Vidor, actriz estadounidense (n. 1895).
- 1979: Raffaele Bendandi, astrólogo italiano (n. 1893).
- 1979: José Puche Álvarez, médico español (n. 1895).
- 1982: Edward Hallett Carr, historiador y periodista británico (n. 1892).
- 1988: Flora Rheta Schreiber, periodista estadounidense (n. 1918).
- 1990: Mary Martin, actriz y cantante estadounidense (n. 1913).
- 1992: Hanya Holm, bailarina germano-estadounidense (n. 1893).
- 1992: Armando Tejada Gómez, poeta y folclorista argentino (n. 1929).
- 1993: Léon Theremin, músico e investor soviético (n. 1896).
- 1995: Isang Yun, compositor coreano (n. 1917).
- 1996: Jean-Bédel Bokassa, emperador centroafricano (n. 1921).
- 1997: Pompeyo Camps, compositor, musicólogo y crítico musical argentino (n. 1924).
- 1998: Martha O'Driscoll, actriz estadounidense (n. 1922).
- 1999: Ian Bannen, actor británico (n. 1928).
- 2001: Ernst Gombrich, historiador del arte británico (n. 1909).
- 2001: Mariano Navarro Rubio, político y abogado español (f. 1914).
- 2002: Lonnie Donegan, músico británico (n. 1931).
- 2002: Jonathan Harris, actor estadounidense (n. 1914).
- 2006: Paul Mauriat, director de orquesta francés (n. 1925).
- 2006: Alberto Spencer, futbolista ecuatoriano (n. 1937).
- 2007: Germán de Argumosa, parapsicólogo español (n. 1921).
- 2007: Enrique Gimeno, director de orquesta español (n. 1929).
- 2009: Francisco Ayala, escritor español (n. 1906).
- 2010: Viktor Chernomyrdin, magnate y político ruso (n. 1938).
- 2010: Rubén Basoalto, baterista argentino, de la banda Vox Dei (n. 1947).
- 2011: Flattus Máximus (Cory Smoot), guitarrista estadounidense, de la banda Gwar.
- 2011: Matty Alou, beisbolista dominicano (n. 1938).
- 2011: Justo Oscar Laguna, obispo argentino (n. 1929).
- 2011: Rosángela Balbó, actriz mexicana (n. 1941).
- 2014: Gordon Tullock, economista estadounidense (n. 1922).
- 2015: Adriana Campos, actriz colombiana (n. 1979).
- 2015: Person (José Luis Properzi), baterista argentino de rock; cáncer (n. 1967).
- 2015: Lauretta Ngcobo, escritora sudafricana (n. 1931).
- 2020: Elsa Raven, actriz estadounidense (n. 1929).
- 2021: Georgie Dann, cantante francés (n. 1940).
- 2023: José María Carrascal, periodista y escritor español (n. 1930).
- 2024: Quincy Jones, músico y productor estadounidense (n. 1933).

## Celebraciones
- Día Internacional de las Reservas de Biosfera. Espacios del planeta que poseen recursos naturales que representan la diversidad de hábitats, albergando una amplia variedad de ecosistemas y de biodiversidad.

- Día Internacional del Joyero y Relojero. Conmemoración a causa de uno de los orfebres más destacados del Renacimiento italiano: Benvenuto Cellini.

- Día Mundial del Sándwich. Este plato se remonta al siglo XVIII con el nacimiento de John Montagu, IV Conde de Sándwich, que ponía su comida dentro de un pan para no ensuciar sus cartas y comer mientras jugaba.

- Día Mundial Contra el Malware. Se celebra para concientizar sobre la necesidad de luchar contra el malware por medio de la investigación en ciberseguridad y la educación de la sociedad. La fecha fue elegida por una compañía de ciberseguridad eslovaca lamada ESET. Se eligió para honrar el trabajo con el que sentaron las bases de la investigación de amenazas informáticas, cuando el profesor Len Adleman llamó virus informático a un programa malicioso que acababa de crear su alumno Fred Cohen.
(en inglés: Antimalware Day).

- Día Mundial de las Medusas. Animales invertebrados conocidas por su forma de campana y sus tentáculos urticantes. Juegan un papel crucial en los océanos. Son depredadores de plancton y crustáceos, lo que ayuda a mantener el equilibrio en las poblaciones marinas.
(en inglés: World Jellyfish Day).

 Por países
(Por orden alfabético)
- Argentina:
  - Día Nacional del Artista Plástico.[3]En homenaje a Prilidiano Pueyrredón, pintor, arquitecto y precursor de la pintura en Argentina, quien falleció este día de 1870.
  - Día del Pedicuro.[4]

- Cuba: 
  - Día del Archivero Cubano. En homenaje a Joaquín Llaverías Martínez, quien fue nombrado oficialmente Director del Archivo Nacional de Cuba en el año 1922.

- Dominica: 
  - Día de la Independencia.

- Ecuador: 
  - Día de la Independencia de la  ciudad de Cuenca.

- Estados Unidos: 
  - Día de la Cultura Japonesa.
(en inglés: Japanese Culture Day).
  - Día de las Amas de Casa.
(en inglés: National Housewife Day).
  - Día de Amar tu Abogado.
(en inglés: Love Your Lawyer Day).
  - Día del Hogar Inteligente. Dedicado a la integración de las tareas hogareñas de la tecnología.
(en inglés: Smart Home Day).
  - Día de la Pluma Estilográfica o de Fuente.
(en inglés: Fountain Pen Day).

- Japón: 
  - Día de la cultura.

- Micronesia: 
  - Día de la Independencia.

- Panamá: 
  - Separación de Panamá de Colombia.
Día de la Independencia de Panamá. Se conmemora la independencia de este país de Colombia en 1903.

### Santoral católico

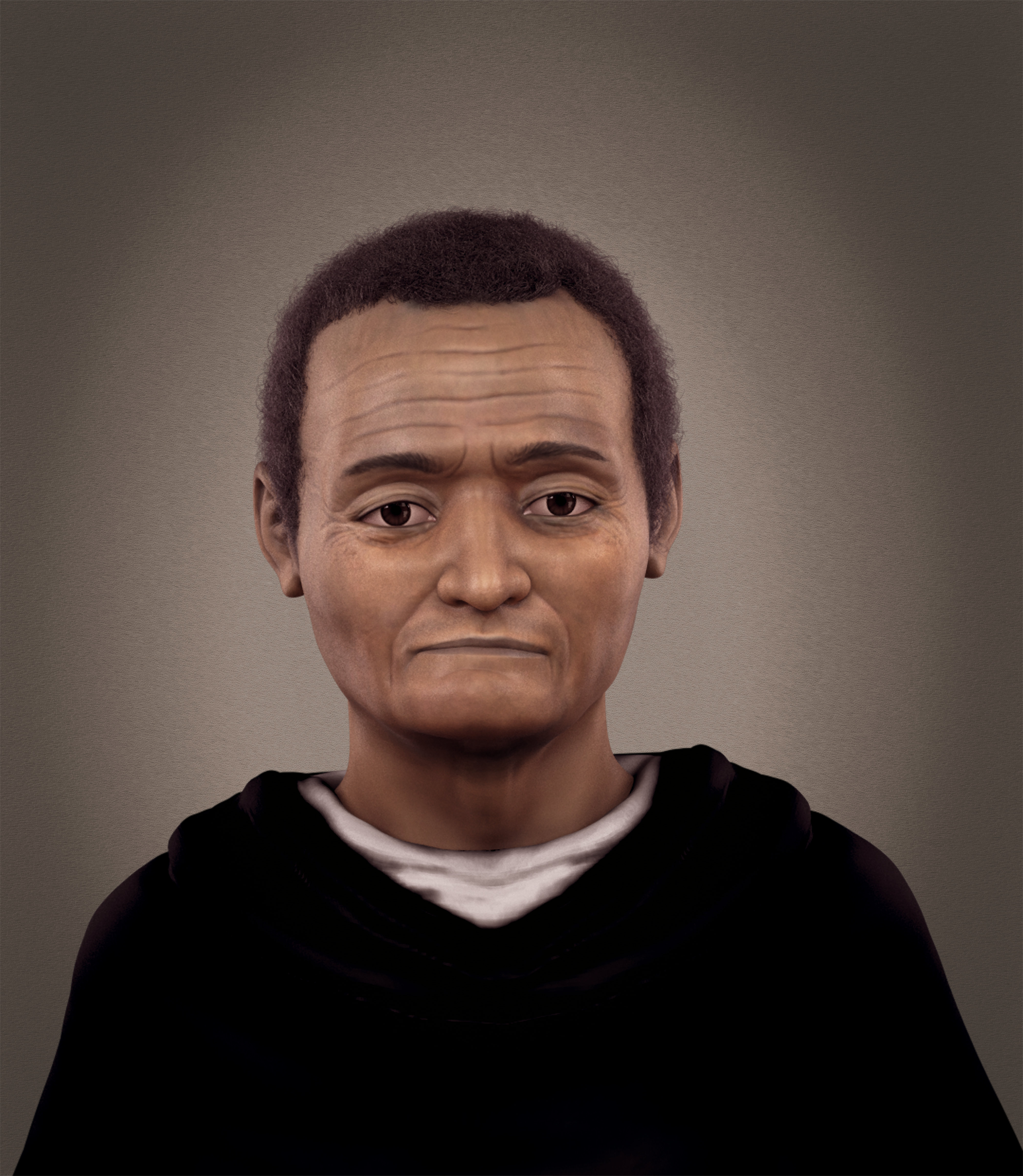
Reconstrucción facial de San Martín de Porres a partir del análisis de su cráneo, realizado por el Equipo Brasileño de Antropología Forense y Odontología Legal (Ebrafol), agosto de 2015.

- San Martín de Porres (f. 1639), religioso (imagen ilustrativa). Religioso dominico peruano, primer santo negro de América. Santo Patrono de la Justicia Social y Patrón Universal de La Paz. Es uno de los santos patronos de Perú, protector de los enfermos, de los pobres, de los desamparados y de los barrenderos.
- Santos Germán, Teófilo y Cirilo de Cesarea de Capadocia, mártires.
- San Libertino de Agrigento (s. IV), obispo y mártir.
- San Pápulo de Lauragais (s. IV), mártir.
- San Pirmino de Reichenau (s. IV), abad y obispo.
- Santos Valentín e Hilario de Viterbo, mártires.
- San Domnino de Vienne (f. 538), obispo.
- San Guenael de Landevenec (siglo VI), abad.
- San Gaudioso de Tarazona (siglo VI), obispo.
- Santa Silvia de Roma (siglo VII).
- San Juanicio de Antidio (f. 846), monje.
- Santa Odrada de Alem (siglo XI), virgen.
- San Ermengol de Urgel (f. 1035), obispo.
- Beato Berardo de los marsos (f. 1130), obispo.
- Beata Alpaide de Cudot (f. 1211), virgen.
- Santa Ida de Fieschingen (f. 1226), reclusa.
- Beato Simón Balachi (f. 1319), religioso.
- San Pedro Francisco Nerón (f. 1860), presbítero y mártir.